# Alberto Bozzato
Alberto Bozzato (* 8. April 1930 in Jesolo; † 18. Juni 2022 in Rom) war ein italienischer Ruderer.

## Biografie
Alberto Bozzato gehörte bei den Olympischen Sommerspielen 1952 zu der italienischen Crew, die in der Achter-Regatta startete.